# Museo storico di Basilea
Il Museo storico di Basilea (in tedesco: Historisches Museum Basel), inaugurato nel 1894 nella Barfüsserkirche, ospita la più importante collezione di storia della cultura dell'Alto Reno. In esposizione si trovano manufatti artigianali e appartenenti all'uso quotidiano. Il fulcro della collezione è rappresentato dal tardo Medioevo, dal Rinascimento e dal Barocco. Degni di nota sono soprattutto il tesoro della cattedrale della città, gli arazzi di Basilea e di Strasburgo, i frammenti della Danza macabra di Basilea, gli altari e le immagini sacre, l'eredità di Erasmo da Rotterdam, il gabinetto numismatico e le pitture su vetro.